# Jump the shark

Nhân vật Fonzie đứng trên ván trượt nước trong một cảnh từ tập phim Happy Days mang tên "Hollywood, Part 3" sau khi nhảy qua một con cá mập.

Jump the shark (Nhảy qua cá mập) là một thành ngữ tiếng Anh để miêu tả khoảnh khắc mà một thứ từng lớn mạnh/nổi tiếng một thời, nhưng rồi ngày càng thoái trào và dần bị quên lãng, dù cho có cố gắng tạo dựng lại tên tuổi nhưng chẳng còn được người ta chú ý đến nữa. Thành ngữ này đặc biệt dùng trong các chương trình truyền hình hoặc những lĩnh vực giải trí khác.
Thành ngữ "jump the shark" có hàm ý tiêu cực, thường dùng để chỉ những mánh quảng cáo thất bại cho một thứ nào đó. Nó có nghĩa tương tự như ý "đã qua thời đỉnh cao", nhưng cụ thể hơn là đế ám chỉ việc người ta không sẵn sàng chấp nhận thực tế. Lúc đầu, cụm từ được dùng để miêu tả một tập phim truyền hình hài sử dụng một chiêu trò quảng cáo hoặc những nỗ lực, ý tưởng trong tuyệt vọng nhằm lôi kéo sự quan tâm của khán giả. Những khoảnh khắc bị đính mác "jump the shark" được coi là những dấu hiệu cho thấy các tác giả đã dùng hệt những tâm điểm của họ, tức là chương trình đi lệch khỏi công thức cũ mà tốt theo cách không thể cứu vãn được hoặc là chương trình suy giảm về mặt chất lượng.
Cụm từ xuất phát từ một tập phim nằm trong mùa 5 của loạt phim truyền hình sitcom Happy Days ở thập niên 1970, trong đó nhân vật Fonzie nhảy qua một con cá mập khi đang lướt trên ván nước. Thủ thuật này đi lệch ra khỏi đầu truyện gốc của bộ sitcom theo một cách vô lý.